# 天草市立御所浦中学校
天草市立御所浦中学校（あまくさしりつ ごしょうらちゅうがっこう）は、熊本県天草市御所浦町御所浦にある中学校。

## 沿革
- 1947年（昭和22年） - 御所浦村立御所浦中学校、御所浦村立御所浦中学校長浦分校、御所浦村立嵐口中学校創立。
- 1951年（昭和26年） - 嵐口中学校を統合。
- 1952年（昭和27年） - 長浦分校が独立し、長浦中学校となる。
- 1963年（昭和38年） - 御所浦町立御所浦中学校と改称。
- 1989年（平成元年） - 長浦中学校を統合。
- 2006年（平成18年） - 天草市立御所浦中学校と改称。
- 2012年（平成24年） - 天草市立御所浦北中学校を統合。

## 学校周辺
- 中瀬戸
- 森田記念武道館